# Portraits World Tour
Portraits World Tour — сольный мировой гастрольный тур американского музыканта и композитора Грейсона Ченса в поддержку альбома «Portraits», прошедший с 11 июля 2019 по 31 января 2020 года.
Единственным музыкантом на сцене вместе с Ченсом был мультиинструменталист из Лос-Анджелеса Даниэль Лейп (англ. Daniel Lape), который играл на акустической и электрогитаре, клавишных, перкуссии, а также на диджейском пульте.

## История
После выхода второго сольного альбома «Portraits» 15 марта 2019 года Ченс отправился в короткий тур по городам США и Канады в его поддержку. В том числе, музыкант выступил на нескольких музыкальных фестивалях в рамках недель гордости в США: Motor City Pride в Детройте 8 июня, на прайде в Лос-Анджелесе 9 июня, а также на прайде в Сан-Диего 13 июля. Кроме того, Ченс стал следующим хедлайнером второго ежегодного музыкального фестиваля OUTLOUD в Нэшвилле 14 сентября.
В конце весны того же года было объявлено, что музыкант отправится в мировое турне, в рамках которого посетит Китай, Филиппины, Индонезию, Сингапур, Европу (Бельгию, Германию, Ирландию, Великобританию, Нидерланды, Францию) и вернется в США и Канаду.
В общей сложности тур продлится 6 месяцев, начавшись в июле 2019 года. Североамериканский лег начался 31 октября 2019 года в «Soundbar» в Орландо, штат Флорида, а последний концерт состоится 24 января 2020 года в театре «Mount Baker» в городе Беллингхем, штат Вашингтон, США.
Перед началом гастрольного тура Ченс появился на американском телевидении в шоу Эллен Дедженерес, а также на телеканале ABC в шоу «Strahan, Sara and Keke», где дал интервью и исполнил свой сингл «Shut Up».

## Список песен
Сет-лист был достаточно непостоянным, изменения в него вносились непосредственно перед концертами. Ниже представлен список песен, исполнявшихся на концертах в Европе (на примере концерта в Амстердаме):
Intro
1. West Texas
2. Bleed You Still
3. Seasons Nineteen
4. Timekeeper
5. Overloved
6. Good As Gold
Interlude
7. Black on Black
8. Back on the Wall
9. Yours
10. Lakeshore
11. Low
12. Stand
13. Shut Up
14. White Roses

Почти все песни, исполненные на концерте — с альбома «Portraits» в поддержку которого проводился тур. Кроме того, Ченс исполнил внеальбомный сингл «Low» и новую, ранее не издававшуюся композицию, «Overloved». На концерте в Генте вместо неё Ченс исполнил новую песню «Cold Water Friend». «Cold Water Friend» также исполнялась на многих концертах во время североамериканского тура исполнителя.
После начала североамериканского лега тура Ченс объявил о выходе первого сингла с предстоящего сольного альбома: им стала песня «Boots». Название альбома на начало ноября 2019 года пока не объявлено. Песню «Boots» Ченс исполнил, например, на концерте в Атланте (штат Джорджия) и в Нью-Йорке.

## Список городов
Американский новостной сайт ABS CBN опубликовал специальную статью, посвящённую концерту Ченса в Маниле, Филиппины. Последний раз музыкант выступал здесь в 2011 году.
- 11 июля — Сиэтл (Вашингтон),  США
- 12 июля — Ванкувер,  Канада
- 13 июля — Сан-Диего (Калифорния),  США
- 27 июля — Джакарта,  Индонезия[11]

- 6 сентября — Колумбус (Огайо),  США
- 14 сентября — Нашвилл (Теннесси),  США
- 17 сентября — Тайбэй,  Тайвань
- 18 сентября — Гонконг,  Гонконг
- 19 сентября — Шэньчжэнь,  Китай
- 20 сентября — Гуанчжоу,  Китай
- 21 сентября — Чунцин,  Китай
- 22 сентября — Чэнду,  Китай
- 24 сентября — Сингапур,  Сингапур[12]
- 26 сентября — Ханчжоу,  Китай
- 27 сентября — Шанхай,  Китай
- 28 сентября — Нанкин,  Китай
- 29 сентября — Пекин,  Китай
- 30 сентября — Сиань,  Китай

- 5 октября — Амстердам,  Нидерланды
- 9 октября — Гент,  Бельгия
- 10 октября — Берлин,  Германия
- 11 октября — Дублин,  Ирландия
- 12 октября — Лондон,  Великобритания
- 13 октября — Осло,  Норвегия
- 15 октября — Лондон,  Великобритания
- 16 октября — Париж,  Франция
- 18 октября — Глазго,  Великобритания
- 19 октября — Амстердам,  Нидерланды
- 31 октября — Орландо (Флорида),  США

- 1 ноября — Атланта (Джорджия),  США
- 2 ноября — Вашингтон (Округ Колумбия),  США
- 7 ноября — Торонто,  Канада
- 8 ноября — Монреаль,  Канада
- 9 ноября — Нью-Йорк (Нью-Йорк),  США
- 10 ноября — Бостон (Массачусетс),  США
- 13 ноября — Сан-Франциско (Калифорния),  США
- 14 ноября — Де-Мойн (Айова),  США
- 15 ноября — Миннеаполис (Миннесота),  США
- 16 ноября — Милуоки (Висконсин),  США
- 21 ноября — Цинциннати (Огайо),  США
- 22 ноября — Канзас-Сити (Миссури),  США
- 23 ноября — Талса (Оклахома),  США
- 27 ноября — Денвер (Денвер),  США

- 5 декабря — Сан-Диего (Калифорния),  США
- 6 декабря — Финикс (Аризона),  США
- 7 декабря — Лос-Анджелес (Калифорния),  США
- 12 декабря — Хьюстон (Техас),  США
- 13 декабря — Остин (Техас),  США
- 14 декабря — Даллас (Техас),  США
- 18 декабря — Гонолулу (Гавайи),  США

- 10 января — Окленд (Калифорния),  США
- 11 января — Портленд (Орегон),  США
- 18 января — Солт-Лейк-Сити (Юта),  США
- 19 января — Детройт (Мичиган),  США
- 20 января — Филадельфия (Пенсильвания),  США
- 23 января — Сиэтл (Вашингтон),  США
- 24 января — Беллингхем (Вашингтон),  США
- 25 января — Ванкувер,  Канада
- 31 января — Чикаго (Иллинойс),  США

## Отзывы критиков
- Портал «GoldenPlec» публикует рецензию на полностью раскупленный концерт Ченса в Дублине, Ирландия, и оценивает его на 3,5 из 5. Портал особенно отмечает отношения, которые артист выстраивает на концерте со своими зрителями по ходу выступления, от песни к песне[13].
- «Washington Square News» публикует рецензию на концерт Ченса в нью-йоркском Gramercy Theater. Обозреватель Holly Grace Jamili отмечает, что «необработанность Ченса приглашает его зрителей сочувствовать его уязвимости. Его музыка стремится создать подлинную связь между ним и его поклонниками, которая отсутствовала в его прошлых работах». Альбом «Portraits», выходу которого посвящён тур, представляет собой взгляд во внутренний мир артиста — название было вдохновлено идеей, что каждая песня это отдельный портрет, снимок эмоций, запечатлённый в определённый момент жизни. Как результат — они представляют слушателям моменты личного роста артиста, в которых отражены взаимоотношения его с членами семьи, с его бывшим партнёром, его друзьями и самим собой[14].